# Александър Панарин
Александър Серге́евич Пана́рин  е руски съветски философ.

## Биография
Александър Панарин е роден на 26 декември 1940 година в град Горловка, Донецка област, Украинска ССР, СССР.
Панарин е професор, доктор на философските науки в Московски държавен университет. Автор е над 250 научни труда и 18 монографии. Работи съвместно с Американския научен институт. Почива на 25 септември 2003 година.

## Творчество
- „Политология“
- „Глобално политическо прогнозиране“
- „Православна цивилизация в глобалния свят“
- „Агенти на глобализма“ (по-късно тази книга е изцяло включена в книгата „Изкушението на глобализма“[3]